# Присеймів'я
Присеймів'я (до 2008 року — Присейм'я) — село в Україні, у Попівській сільській громаді Конотопського району Сумської області. До складу Присеймівської сільської ради входили також села Калишенкове, Мар'янівка, Нове, Озаричі, Чорноплатове, селище Залізничне. Населення становить 161 осіб.

## Географія
Село Присеймів'я знаходиться на відстані 4 км від правого берега річки Сейм. На відстані в 1 км розташовані села Чорноплатове, Нове і Любитове.
Село розташоване за 22 км від районного центру.

## Історія
- Село постраждало внаслідок геноциду українського народу, проведеного окупаційним урядом СССР 1923—1933 та 1946–1947 роках.

На мапі 1941 року має назву Гаркушин.
Колишній орган місцевого самоврядування — Присеймівська сільська рада.

## Сьогодення
На території села працюють сільськогосподарське підприємство СТОВ «Відродження», цех з виготовлення меблів ТОВ «Ритм», фельдшерсько-акушерський пункт, загальноосвітня школа І-III ст., сільський Будинок культури, бібліотека, приватні крамниці та поштове відділення.

## Пам'ятки природи
Присеймівський — гідрологічний заказник місцевого значення «Присеймівський». Знаходиться в заплаві Сейму між селами Нове та Присеймів'я на площі 101,7 га.
Заказник «Присеймівський» за своїми флористичними та фауністичними комплексами є типовим водно-болотним масивом для долини Сейму. Меліоративні роботи тільки частково торкнулися його території, що зробило можливим існування рідкісного виду болотної орхідеї. Оскільки осушувальні роботи давно припинені, можна сподіватися, що в найближчому майбутньому природні комплекси заказнику відновляться.

## Постаті
- Сніжко Олег Сергійович (2000—2022) — солдат Збройних сил України, учасник російсько-української війни.